# Blejski Otok
Die kleine Insel Blejski Otok (deutsch Bleder Insel) liegt im Bleder See in der Gemeinde Bled in der slowenischen Region Oberkrain. Die rund 0,8 Hektar große Insel erhebt sich acht Meter über den Seespiegel und befindet sich im Südwesten. Es ist die einzige Insel des Landes in einem See.
Seit 1465 gibt es dort ein Kirchengebäude (Mariä Himmelfahrt); der letzte große Umbau erfolgte im 17. Jahrhundert.
Zur Insel gelangt man in mit Muskelkraft betriebenen Booten (genannt Pletna), die 20 Passagieren Platz bieten.
Auf der Insel befinden sich bedeutende Ausgrabungen aus dem Früh- und Hochmittelalter.